# Dřevěnice
Dřevěnice är en ort i Tjeckien. Den ligger i den centrala delen av landet, 80 km nordost om huvudstaden Prag. Dřevěnice ligger 304 meter över havet och antalet invånare är 194.
Terrängen runt Dřevěnice är platt söderut, men norrut är den kuperad. Runt Dřevěnice är det ganska tätbefolkat, med 65 invånare per kvadratkilometer. Närmaste större samhälle är Jičín, 7,0 km väster om Dřevěnice. I omgivningarna runt Dřevěnice växer i huvudsak blandskog.